# Lawrence Baker
Lawrence Adams Baker (ur. 20 czerwca 1890 w Lowdensville, Karolina Południowa, zm. 15 października 1980 w East Hampton) – amerykański działacz sportowy, związany z tenisem.
Był wieloletnim członkiem władz Amerykańskiego Stowarzyszenia Tenisowego (USTA), w którym pełnił funkcję sekretarza (1932–1933), skarbnika (1933–1936), drugiego wiceprezydenta (1937–1941), pierwszego wiceprezydenta (1944–1947), wreszcie prezydenta (1948–1950). Współzałożyciel Narodowej Fundacji Tenisa.
Sprawował funkcję kapitana reprezentacji USA w Pucharze Davisa w zwycięskim meczu z Kanadą w 1953. Sponsorował Puchar Bakera, rywalizację weteranów USA i Kanady. W 1937 zdobył mistrzostwo USA weteranów na kortach trawiastych w grze podwójnej.
W 1975 został przyjęty w poczet członków Międzynarodowej Tenisowej Galerii Sławy.